# Ransome Stanley
Ransome Stanley (* 1953 in London) ist ein deutscher Maler, Grafiker und Fotograf.

## Leben
Stanley ist der Sohn eines nigerianischen Journalisten und einer Deutschen.
Als Ransom Stanley fünf Jahre alt war, verließ seine Mutter seinen Vater, weil dieser eine außereheliche Beziehung hatte, aus der ein Sohn hervorging. Seine Mutter zog mit ihm und seinen beiden jüngeren Geschwistern, einer Schwester und einem Bruder, nach Baden-Württemberg zu ihren Eltern, dem Konrektor einer Schule und einer Hausfrau. Stanley wuchs in Grenzach auf.
Er besuchte zunächst ein Gymnasium in  Deutschland und später ein Privatgymnasium in der Schweiz.
Stanley studierte von 1975 bis 1979 an der Merz-Akademie Stuttgart und war Meisterschüler bei Merz. 1979 hatte er ein Gastatelier-Stipendium der GEDOK Stuttgart. Seit 1986 arbeitet er als freischaffender Künstler.
Stanley lebt und arbeitet in München. Er ist mit einer 20 Jahre jüngeren Frau verheiratet und hat zwei Kinder.
Ransome Stanley ist Dozent an der Kunstakademie Bad Reichenhall.

## Stil
Stanleys Bilder, Zeichnungen, Skizzen und Collagen enthalten Rückgriffe auf Chiffren afrikanischer Kunst und beleuchten seine eigene, von der Herkunft aus zwei Kulturkreisen geprägte Identität.
Andreas Kühne, Universitätsprofessor an der Ludwig-Maximilians-Universität München, äußerte anlässlich einer Ausstellung in der Galerie Markt Bruckmühl zu den Zeichnungen Stanleys, „das afrikanische, mythisch angehauchte Element präge Stanleys Arbeiten in Form von Ritualen und archaischen Symbolen, die in der Gesamtschau eine Art Transformation erfahren“. Die Gegensatzpaare Nähe und Distanz oder Vergangenheit und Gegenwart spielten eine große Rolle. „So statisch die Zeichnungen zunächst erscheinen mögen, beim näheren Betrachten offenbart sich ihre räumliche Dimension, die den Blick für das Ungleichzeitige schärft.“
Laut einem Bericht im Oberbayerischen Volksblatt präsentiere Stanley „gegenständliche Zeichnungen, teils mit Zitatversatzstücken, die nur oberflächlich eine Aussage nahelegen, bei genauerem Hinsehen aber Raum lassen, für ein Erschließen, für die gedankliche Auseinandersetzung.“

## Einzelausstellungen
- 2004 Galerie de Miguel, München
- 2008 Dany Keller Galerie, München
- 2009 Hengevoss-Dürkop-Galerie, Hamburg[8]
- 2010 French Cultural Institute of Pointe Noire, Kongo
- 2011 Galerie Meier, Arth, Schweiz
- 2011 Peter Hermann Galerie, Berlin
- 2011 Ransome Stanley – A Means To An End, Gallery Momo, Johannesburg[9]
- 2015 Kunst und Kultur zu Hohenaschau e.V., Aschau

## Gruppenausstellungen
- Seit 2016: Lebendige Traditionen, Kreative Gegenwart. Kunst aus Afrika. Dauerausstellung im Museum Fünf Kontinente, München
- 2012: Black Germany – Haus der Kunst München
- 2012: Identity, Hans-Reiffenstuel-Haus, Pfarrkirchen[10]
- 2011: Just One – Sommerausstellung – ARTCO Galerie GmbH, Herzogenrath
- 2011: Begegnung, Kunstverein Aalen[11]
- 2010: Afrika, Regio Galerie in Grenzach[12]

## Veröffentlichungen
- 10 Illustrationen zu: Wilhelm Kraft: Im Ring des Lebens. Gedichte. Frenzel, Neuenburg 1985.
- 1998: Illustrationen zu: Roland Stelter: Ransome Stanley[13]
- 2001: Collagen[14]
- Hauchun Kwong, Max Wagner, Ransome Stanley: Identity. Hans-Reiffenstuel-Haus, Pfarrkirchen 2012.